# Seleção Azeri de Futsal Masculino
A Seleção Azeri de Futsal é a seleção oficial de futebol de salão do Azerbaijão, que tem como unidade organizadora a  Associação de Federações de Futebol do Azerbaijão.

## História
A primeira aparição do Azerbaijão em grande nível veio durante o Campeonato Europeu de Futsal de 2010. Eles permaneceram invictos nas eliminatórias e terminaram em segundo lugar atrás de Portugal em seu grupo. O treinador Alesio montou uma equipe potente de atletas naturalizados sul-americanos e talentos locais como Vitaliy Borisov e grande parte do plantel com atletas do Azerbaijão que atuam no clube campeão Araz Naxçivan. Apesar do quarto lugar, a participação do Azerbaijão nas finais, foi a melhor campanha entre os estreantes desde o primeiro Campeonato da Europa de Futsal em 1996. Biro Jade do Azerbaijão ganhou o prêmio Chuteira de Ouro como artilheiro da competição com cinco gols.

## Elenco atual
Jogadores convocados para a disputa do Campeonato Europeu Masculino de Futsal de 2014.
| Nº | Posição   | Jogador              | Time Atual    |
| -- | --------- | -------------------- | ------------- |
| 1  | Goleiro   | Buranello            | Araz Naxçivan |
| 2  | Avançados | Mammadov             | Araz Naxçivan |
| 5  | Defensor  | Felipe               | Araz Naxçivan |
| 6  | Defensor  | Edu                  | Araz Naxçivan |
| 7  | Avançados | Farajzade            | Baku United   |
| 8  | Defensor  | Farzaliyev           | Baku United   |
| 9  | Avançados | Amadeu               | Araz Naxçivan |
| 10 | Avançados | Biro Jade            | Araz Naxçivan |
| 13 | Defensor  | Gambarov             | Araz Naxçivan |
| 14 | Avançados | Borisov              | Araz Naxçivan |
| 15 | Defensor  | Rafael               | Araz Naxçivan |
| 17 | Avançados | Atayev               | Araz Naxçivan |
| 18 | Defensor  | Augusto              | Araz Naxçivan |
| 19 | Goleiro   | Zamanov              | Araz Naxçivan |
|    | Técnico   | José Alesio da Silva |               |

## Estatísticas

### Europeu de Futsal
| Ano   | Fase             | Pts | V | E | D | GP | GC |
| ----- | ---------------- | --- | - | - | - | -- | -- |
| 1996  | Não classificado | -   | - | - | - | -  | -  |
| 1999  | Não classificado | -   | - | - | - | -  | -  |
| 2001  | Não classificado | -   | - | - | - | -  | -  |
| 2003  | Não classificado | -   | - | - | - | -  | -  |
| 2005  | Não classificado | -   | - | - | - | -  | -  |
| 2007  | Não classificado | -   | - | - | - | -  | -  |
| 2010  | 4º Lugar         | 5   | 2 | 2 | 1 | 18 | 13 |
| 2012  | 1ª Fase          | 2   | 0 | 0 | 2 | 9  | 13 |
| 2014  | 1ª Fase          | 2   | 1 | 0 | 1 | 7  | 13 |
| 2016  | 8º lugar         | 3   | 1 | 0 | 2 | 8  | 14 |
| 2018  | 7º lugar         | 3   | 1 | 0 | 2 | 6  | 12 |
| Total | 5/10             | 15  | 5 | 2 | 8 | 48 | 65 |

## Jogadores notáveis
- Biro Jade
- Andrey Tveryankin
- Vitaliy Borisov
- Thiago Rodrigues
- Rizvan Farzaliyev
- Felipe
- Serjão
- Fineo Araújo

## Treinadores
- Elman Alakbarov (2008–2009)
- Alesio (2009-2014)
- Tino Perez (2014-2016)
- Miltinho (2016-atualmente)